# Scutul nazal

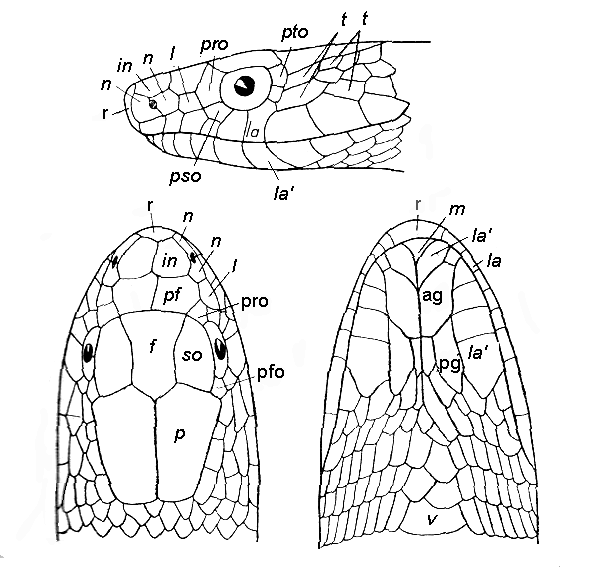
Terminologia scuturilor capului la șarpele Coluber ventromaculatus (după Malcolm A. Smith, 1943). Sus – aspect lateral, jos, în stânga – aspect dorsal, jos, în dreapta - aspect ventral
ag – Inframaxilar anterior,
f – Frontal,
in – Internazal,
l – Loreal,
la – Supralabial,
la' – Sublabial,
m – Mental,
n – Nazal,
p – Parietal,
pf – Prefrontal,
pg – Inframaxilar posterior,
pro – Preocular,
pso – Subocular,
pto – Postocular,
r – Rostral,
so – Supraocular,
t – Temporal,
v – Primul ventral

Scuturile nazale sau plăcile nazale, nazalele (Scutum nasale, pl. Scuta nasalia) sunt 2 solzi mari (plăci) simetrici și de obicei perechi la șerpi. Situate pe laturile capului, deasupra scuturilor supralabiale, ele sunt străbătute de nări. Nările sunt aflate mai mult sau mai puțin pe partea laterală sau pe partea superioară a botului. Fiecare nazal poate fi întreg (simplu), semidivizat sau complet divizat în 2 plăci (scutul nazal anterior sau prenazal și scutul nazal posterior sau postnazal) de un șanț care începe de la una dintre margini, în funcție după cum orificiul narinelor este în contact cu una sau cu două margini ale nazalului. Scutul nazal, inferior se află parțial în contact cu primele scuturi supralabiale, superior în contact cu scutul internazal, posterior cu scutul loreal, anterior cu scutul rostral.